# 6806 Кауфман
6806 Кауфман (6806 Kaufmann) — астероїд головного поясу, відкритий 24 вересня 1960 року.
Тіссеранів параметр щодо Юпітера — 3,483.